# XXVI. dalmatinska divizija NOVJ-a
Dvadeset šesta (južno) dalmatinska udarna divizija NOVJ-a formirana je 8. listopada 1943. godine. U njen sastav su ušle Jedanaesta (biokovska), Dvanaesta i Trinaesta (južnodalmatinska) brigada s oko 3 800 boraca. U siječnju 1944. u sastav divizije je umjesto Trinaeste ušla Prva dalmatinska brigada. U ožujku 1944. u sastav divizije ušla je i Treća prekomorska brigada NOVJ-a.
Od osnivanja, pa do kraja rata, divizija je bila u sastavu Osmog dalmatinskog korpusa. Operativno područje 26. divizije obuhvaćalo je južnu Dalmaciju, Pelješac i otočni arhipelag Hvar, Brač, Vis, Korčulu i manja otočja. Zbog karaktera svog operativnog područja divizija je bila upućena na blisku suradnju sa snagama Mornarice NOVJ-a.

Operativno područje divizije spadalo je u zonu njemačkog 5. SS korpusa Druge oklopne armije. Teritorij 26. divizije zaposjedala je 118. lovačka divizija, a u akcijama su sudjelovali i dijelovi Sedme SS i 369. legionarske divizije.
Od listopada do prosinca 1943. divizija je bila angažirana u teškim borbama za obranu slobodnog teritorija u Podbiokovlju, na Pelješcu i na Korčuli. Na Korčuli je tijekom operacije Herstgewitter 24. prosinca 1943. poginuo prvi zapovjednik 26. divizije, narodni heroj Niko Martinović.
Od siječnja 1944., 26. divizija je bila zadužena za obranu Visa. Pošto je donijeta odluka o odsudnoj obrani, Vis je uz pomoć Saveznika pretvoren u pravu tvrđavu. Ovim su njemački vojnici odvraćeni od desanta na Vis.
S Visa, divizija je izvodila prepade na Hvar, Brač, Korčulu i na obalu. Posebno je uspješan bio desant na Korčulu i Mljet u travnju 1944. U nekim akcijama sudjelovali su saveznička mornarica i odredi savezničke 2. specijalne brigade (2nd Special Service Brigade) (Hvar ožujka, Šolta svibnja, Brač lipnja 1944).
Tijekom rujna 1944. počela je ofenziva NOVJ-a za oslobođenje Dalmacije, u kojoj je sudjelovala i 26 divizija. 8. rujna divizija je oslobodila Hvar. Značajan uspjeh postigla je prilikom oslobađanja Brača, gdje je bio uništen jedan ojačani bataljun 118. divizije.
26. divizija prva je divizija NOVJ-a koja je popunjena u punu ratnu formaciju. U kolovozu 1944., njene brigade imale su 2 000-2 400 boraca, a u sastavu divizije bilo je ukupno 8 670 boraca. Od 8. listopada 1944. pod njenom taktičkim i disciplinskim zapovjedništvom bila je i Prva tenkovska brigada NOVJ-a.
26. divizija i Prva tenkovska brigada iskrcale su se sredinom listopada na kopno u južnoj Dalmaciji. Time je njemačka i ustaška posada u Dubrovniku dovedena u težak položaj. Prilikom izvlačenja, jedna kolona 369. divizije uništena je od strane dijelova 26. divizije NOVJ-a u bici na Vukovom klancu.
Nakon koncentriranja ostalih snaga Osmog korpusa pokrenuta je Kninska operacija, kojom je likvidirana osnovna uporišna točka na desnom krilu njemačke "zelene linije" fronte u Jugoslaviji i uništena 264. divizija.
Od 20. ožujka 1945. divizija je, u sastavu 4. armije, sudjelovala u Ličko-primorskoj i Tršćanskoj operaciji protiv njemačkog 15. i 97. brdskog korpusa, koji su u ovim operacijama uništeni.